# Eupithecia electreofasciata
Eupithecia electreofasciata là một loài bướm đêm trong họ Geometridae.